# Михайличенко Митрофан Іванович
Митрофан Іванович Михайличенко (1871, с. Уразово, Валуйський повіт, Білгородська губернія — ?, після 1917) — депутат Державної думи І скликання від Катеринославської губернії, рудничний слюсар.

## Біографія
Українець. Селянин села Уразово Валуйського повіту Білгородської губернії. Закінчив земську школу. В юності служив в економіях наймитом і конторником. Потім став шахтарем, а пізніше десятником на Щербинівському руднику. Перейшов на роботу слюсарем на Вознесенському руднику в Старо-Михайлівській волості Бахмутського повіту. У 1905 став широко відомий як агітатор у Юзівському окрузі. Голова на робочих зборах та ведучий на мітингах. Був побитий чорносотенцями. Член РСДРП.

### У Державній Думі

Член с.-д. фракції Думи, 1906

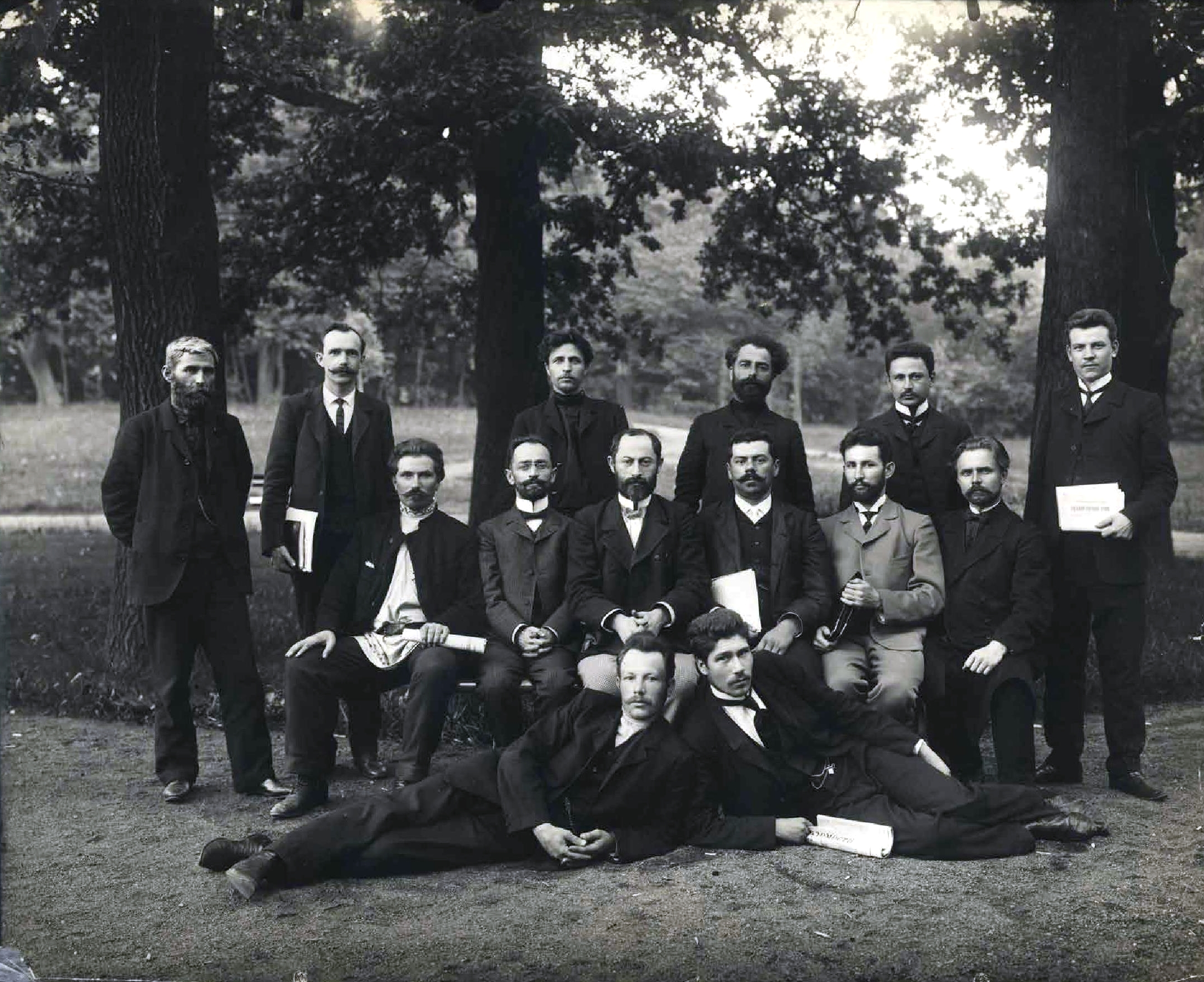
Соціал-демократична фракція I Державної думи. Стоять: І. І. Рамішвілі, І. Ф. Савельєв, З. І. Вировий, С. Н. Церетелі, І. Г. Гомартелі, А. І. Смирнов ; сидять: М. І. Михайличенко, С. Д. Джапарідзе, Н. Н. Жорданія, В. А. Ільїн, П. А. Єршов, І. Є. Шувалов ; лежать: В. Н. Чурюков, І. І. Антонов

14 квітня 1906 р. обраний до Державної думи I скликання від загального складу виборщиків Катеринославських губернських виборчих зборів. Михайличенко був популярний на Катеринославщині серед робітників, але щоби заручитися підтримкою селян, він постійно підкреслював своє селянське походження. Спочатку увійшов до Трудової групи, потім із приїздом грузинських соціал-демократів (5 депутатів) член новоствореної Соціал-демократичної фракції. Бачив призначення Думи у тому, щоб «ці збори встановили правильні закони, утихомирило країну, врегулювало її життя». Підписав законопроект «33-х» щодо аграрного питання. Михайличенко двічі виступав з приводу адреси у відповідь, зокрема він сказав: 

| Робочий клас вирішив собі раз і назавжди, що втрачати йому, крім ланцюгів, нічого. <…> На мою думку правда має бути з правого боку, але чомусь загнали правди ліворуч, а неправда стала праворуч (аплодисменти). <…> Єдина зброя в руках робітників — це лише страйк, тільки нею він може боротися, і цю зброю хочуть відкинути, кажуть, що страйк є розоренням для країни. Щоправда, вона руйнівна, але для кого? Робочому нічого втрачати, крім ланцюгів, а в кого мошна товста, вона страйків виснажується. Потрібно згадати про робоче питання, а як його розібрати — нашу соціал-демократичну програму весь народ, уся Росія знає. |
| |

Він також виступив із питання про політичну амністію, з приводу декларації Ради міністрів, про скасування смертної кари, про Селянський союз.
Громадськість Михайличенка розглядала як керівника групи робітників у Думі, саме йому мітинги спрямовують телеграми підтримки. Журналісти називають його «відомий всій Росії соціал-демократ», «вождь цієї [робочої] групи». У травні 1906 р. з ним спеціально зустрівся В. І. Ульянов (Ленін), щоб з'ясувати настрої та позиції думських депутатів-робітників.
Під час роботи 1-ої Думи виступав у будинку графині Паніної на обговоренні доповіді депутата Огороднікова. У дебатах з цієї доповіді разом із ним брав участь під ім'ям Карпова лідер більшовиків Ленін.

### Виборзьке звернення
10 липня 1906 року у м. Виборзі підписав «Виборзьке звернення» і звинувачувався у підписанні звернення за ст. 129, ч. 1, п. п. 51 і 3 Кримінального Уложення. Крім того, взимку 1907 року був звинувачений в усному роз'ясненні робітникам Петрівських заводів у Бахмутському повіті Виборзького звернення і в підбурюванні їх до непокори законам.
Переховувався від поліції. У середині серпня 1912 був заарештований на Бакинських нафтових промислах. Крім підписання Виборзького звернення та агітації за нього йому ставилося у провину також підписання звернення чотирнадцяти членів 1-ї Державної Думи соціал-демократів до всіх робітників Росії, надруковане в «Кур'єрі». Був підданий попередньому арешту. 11 листопада 1913 року справу Михайличенка було розглянуто у Бахмуті на виїзній сесії харківської судової палати. Він звинувачувався за 128 та 129 статтями Кримінального кодексу. Судова палата виправдала його за обвинуваченням за 128 статтею, але визнала винним за 129 ст. (поширення виборзького та інших звернень) і засудила до 8 місяців арешту у фортеці. Захисником колишнього депутата був харківський адвокат А. А.Піддубний. За повідомленням тієї ж газети «Ранок», 19 січня 1913 року відбувся повторний суд над Михайличенком, і він був засуджений судовою палатою до ув'язнення у фортецю на три роки. Однак 12 травня 1913 року Михайличенка було звільнено, і в Бахмуті відбулися його урочисті проводи за участю молоді, робітників та демократично налаштованої інтелігенції. Колишньому депутату піднесли букет живих квітів. Михайличенко у слові у відповідь повідомив, що в Бахмутській в'язниці перебуває близько 50 робітників Петрівських заводів, заарештованих під час страйку.
У серпні 1917 року брав участь у Державній нараді у Москві, не підтримував політику більшовиків.
Подальша доля невідома.

## У спогадах сучасників
У грудні 1906 року права газета «Кіевлянинъ» писала, що у Верхньодніпровському повіті :
|  | Дѣйствовалъ, а можетъ быть и теперь дѣйствуетъ одинъ изъ прославленныхъ разбойников — бывшій членъ Государственной Думы, Михайличенко! |

Інакше згадував Михайличенко першодумець, кадет князь В. А. Оболенський :
|  | Часто выступал также от с.-д. фракции Михайле[че]нко, рабочий из Екатеринослава. Огненно-рыжий мужчина с громовым голосом, он любил пугать Думу страшными революционными словами, которыми на митингах привык срывать аплодисменты. Охотно козырял также заковыристыми иностранными словами. Как-то он призывал нас стать на путь революции, доказывая, что Дума бессильна, «если перед ней в виде «прерогативы» поставили Государственный Совет». Прерогатива ему, очевидно по созвучию, представлялась чем-то вроде рогатки. В 1917 году, на Московском государственном совещании, меня снова судьба свела с Михайле[че]нко. От времени огненные волосы его поседели, а революционный пыл остыл. Освободившись от трафаретной революционной фразеологии, он производил впечатление очень неглупого и чрезвычайно симпатичного человека. Был — так же, как и все перводумцы — решительным противником большевиков. |